# Malcolm Guthrie
Malcolm Guthrie (* 10. Februar 1903 in Hove, England; † 22. November 1972 in London) war ein britischer Linguist, der sich insbesondere mit den Bantusprachen beschäftigte. Er zählt zu den wichtigsten Bantuisten des 20. Jahrhunderts.

## Lebensweg
Nach einem Studium der Metallurgie wandte er sich der Theologie zu und ordinierte einige Jahre in der Baptistengemeinde von Rochester. 1932 ging er als baptistischer Missionar nach Kinshasa in den Kongo. Dort widmete er sich neben seiner Missionarstätigkeit dem Studium lokaler Bantusprachen, insbesondere der Verkehrssprache Lingala. 1940 kehrte er nach England zurück und wurde 1942 zum Senior Lecturer (Dozent) für Bantusprachen an die School of Oriental and African Studies (SOAS) berufen. 1942–1944 unternahm er ausgedehnte Forschungsreisen in Ost-, Zentral- und Südafrika, während der er das Material für seine Doktorarbeit The Tonal Structure of Bemba sammelte; mit dieser Arbeit promovierte er 1945. Von 1950 bis 1968 leitete er die Afrikaabteilung der SOAS, 1951 wurde er auf den neueingerichteten Lehrstuhl für Bantusprachen berufen, 1970 emeritiert. Seit 1968 war er Mitglied (Fellow) der British Academy. Guthrie starb 1972.

## Gemeinbantu, Protobantu und Urheimat
Mit seinen ersten sprachvergleichenden Arbeiten (1948–1955) löste Guthrie die Vorherrschaft des 1944 verstorbenen deutschen Afrikanisten Carl Meinhof in der Bantuistik ab, die dieser fast 50 Jahre ausgeübt hatte. Er arbeitete mit neuen strukturalistischen Methoden und trennte scharf diachrone und synchrone linguistische Phänomene. Da die Bantusprachen keine älteren schriftlichen Fixierungen aufweisen (Ausnahme ist das Swahili mit Texten seit dem 10. Jahrhundert in arabischer Schrift, weitere Bantusprachen wurden erst ab Mitte des 19. Jahrhunderts auf Basis des lateinischen Alphabets verschriftet), war es äußerst schwierig, eine genetische Gliederung der etwa 500 Sprachen zu erstellen und eine Proto-Bantu-Sprache zu erschließen. Guthrie ging in zwei Schritten vor: zunächst sammelte er nahezu flächendeckend Wörter und Morpheme in allen ihm zugänglichen Bantusprachen, bündelte sie zu etwa 2000 Wortgleichungen und ermittelte auf Grund dieser umfangreichen Vergleiche die Lautentsprechungen in den einzelnen Bantusprachen. Die Summe dieser Wort- und Morphemgleichungen nannte er Gemeinbantu (synchrone Phase). Daraus versuchte er in einem zweiten Schritt die Lautgeschichte des Bantu und das Proto-Bantu zu erschließen (diachrone Phase).
Aus der regionalen Verteilung der Bantuwurzeln zog er den Schluss, dass die Urheimat der Bantusprachen südlich des äquatorialen Regenwaldes gelegen habe – er bezeichnete diesen Raum im Kongogebiet als Bantu-Nukleus – und sämtliche Bantuvölker von dort in ihre heutigen Siedlungsgebiete gewandert seien. Diese Hypothese hat sich als falsch erwiesen; heute wird allgemein Ostnigeria und Westkamerun als Urheimat des Bantu angesehen. (Vgl. den Artikel Bantusprachen, Abschnitt „Urheimat und Ausbreitung“.)

## Die Guthrie-Zonen

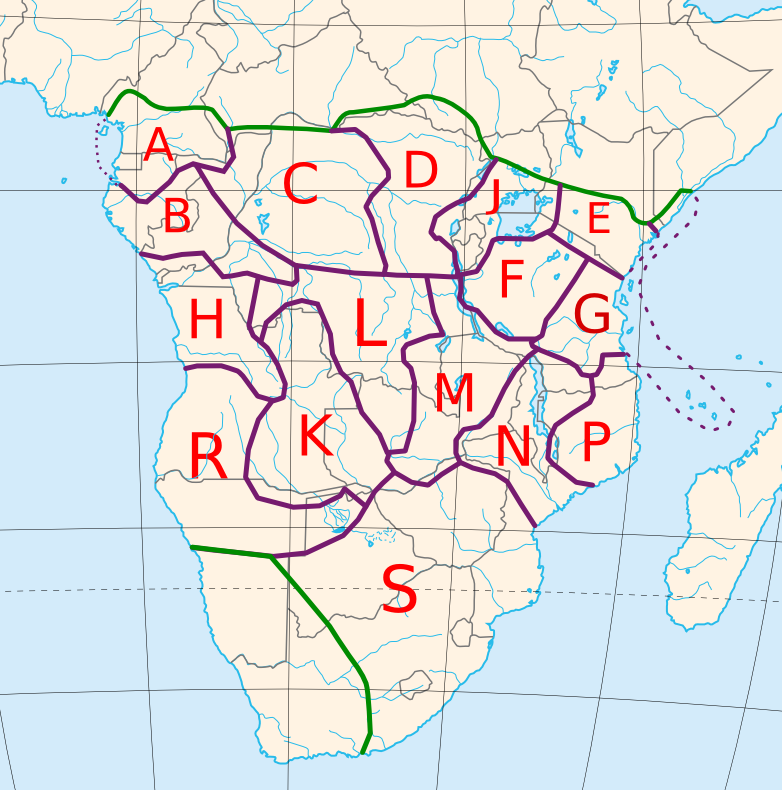
Grobe Lage der Guthrie-Zonen

Schon seit 1948 hatte Guthrie sein System einer praktischen geographisch orientierten Einteilung aller Bantusprachen entworfen, das er bis 1970 weiter ausbaute und präzisierte. Er teilte die Bantusprachen in 16 Gruppen („Zonen“) ein, die er mit den Buchstaben A – S (ohne I, O, Q) bezeichnete, zum Beispiel ist Zone A die Gruppe der Bantusprachen aus Kamerun und Äquatorialguinea. Innerhalb jeder Zone sind die Sprachen in Zehnereinheiten gruppiert, so sind etwa A10 = Lundu-Balong-Gruppe und A20 = Duala-Gruppe der Zone A. Die einzelnen Sprachen sind in jeder Zehnergruppe durchnummeriert; zum Beispiel ist A11 = Londo und A12 = Lue, Dialekte können durch kleine Buchstaben bezeichnet werden, z. B. A12a. Diese Einteilung Guthries ist vor allem geographisch orientiert, eine genetische Bedeutung hat es nach heutiger Erkenntnis kaum. Es wird aber weiterhin allgemein als Referenzsystem der Bantusprachen benutzt. (Siehe auch den Artikel Bantusprachen, Abschnitt Typologie und geographische Verteilung. Dort werden alle größeren Bantusprachen in ihre jeweilige Guthrie-Zone eingeteilt.)

## Nachwirkung
Guthrie war ein verschlossener Einzelgänger und teilte seine Ideen nicht vor der Veröffentlichung einer Arbeit oder eines Buches anderen Forschern mit. An der internationalen Fachdiskussion in der Afrikanistik und Bantuistik nahm er nur durch seine Werke teil, er hatte kaum namhafte Schüler. Seine Nachwirkung ist relativ schwach geblieben, sie kann nicht mit der prägenden Kraft von Carl Meinhof verglichen werden, der 50 Jahre die Bantuistik und weite Teile der Afrikanistik geprägt hat. Überdauert hat Guthries Konzept des Gemeinbantu und sein praktisches Einteilungssystem für Bantusprachen, das auch heute noch als Standard-Referenz genutzt wird.

## Wichtige Arbeiten Guthries
- 1943 The Lingua Franca of the Middle Congo. (Gemeint ist Lingala.) Africa 14.
- 1948 The Classification of the Bantu Languages. London. (Reprint 1967)
- 1948 Bantu Word Division. London.
- 1948 Gender, Number and Person in Bantu Languages. BSOAS 12.
- 1953 The Bantu Languages of Western Equatorial Africa. London.
- 1956 Observations on Nominal Classes in Bantu Languages. BSOAS 18.
- 1959 Problèmes de génétique linguistique: la question du Bantu commun. Paris.
- 1960 Teke Radical Structure and Common Bantu. ALS 1.
- 1961 Bantu Sentence Structure. London.
- 1962 Bantu Origins: a Tentative New Hypothesis. JAL 1.
- 1962 Some Developments in the Prehistory of the Bantu Languages. JAH 3.
- 1962 A Two-stage Method of Comparative Bantu Study. ALS 3.
- 1967–71 Comparative Bantu. An Introduction to the Comparative Linguistics and Prehistory of the Bantu Languages. 4 Bände. Farnborough.

Abkürzungen der Fachzeitschriften:
- Africa = Africa. Journal of the International Institute of African Languages and Cultures. London 1928ff.
- ALS = African Language Studies. London 1960ff.
- BSOAS = Bulletin of the School of Oriental and African Studies. London 1940ff.
- JAH = Journal of African History. London 1960ff.
- JAL = Journal of African Languages. London und Hertford 1962–72.